# Amytis de Merrotsy
Pour les articles homonymes, voir Amytis.
Amytornis merrotsyi
Espèce
Statut de conservation UICN

 NT  : Quasi menacé
L’Amytis de Merrotsy (Amytornis merrotsyi) est une espèce de passereaux de la famille des Maluridae.

## Répartition
Cet oiseau est  endémique d'Australie-Méridionale, elle se rencontre dans les chaînes Flinders et Gawler.

## Habitat
L'Amytis de Merrotsy habite les zones tempérées de broussailles et de rochers.

## Sous-espèces
- Amytornis merrotsyi merrotsyi Mellor, 1913 (chaîne de Flinders)
- Amytornis merrotsyi pedleri Christidis, Horton & Norman, 2008 (chaîne Gawler)